# Hangelösa kyrka
Hangelösa kyrka är en kyrkobyggnad som sedan 2002 tillhör Källby församling (tidigare Hangelösa församling) i Skara stift. Den ligger i den sydvästra delen av Götene kommun.

## Historia
Föregående kyrka var uppförd i sten på medeltiden och låg 10 meter söder om nuvarande kyrka. Planen bestod av ett långhus med ett lägre och smalare, rakt avslutat kor i öster. Vapenhuset låg på långhusets södra sida längst åt väster. Tornet, som på 1600-talet hade en låg huv, fick på 1800-talet en hög spira med kors och tupp. Alla tak var spåntäckta. Den började rivas 24 februari 1873.  

## Kyrkobyggnaden
Nuvarande kyrkobyggnad uppfördes 1873 efter ritningar av arkitekt Gustaf Dahl. Första advent 1873 ägde invigningen rum.
Kyrkan består av rektangulärt långhus med kor i öster och en tresidigt avslutad sakristia öster om koret. Vid långhusets västra kortsida finns ett smalare kyrktorn med fyrsidig, öppen lanternin. Fönstren är stora och rundbågiga. Kyrkorummet är väl bevarat med originalinredning och ett tredingstak. 

## Inventarier
- I kyrkan finns en ovanlig dopfunt i sandsten med cylindrisk cuppa, 50 cm hög, som har elva ornamenterade fält med olika figurer såsom flätverk, ringkedjor, drakslingor, lövrankor med mera. I det elfte fältet är funten signerad med följande inskrift: ER/GAST:JO/HANNESSCS OL/AVVS, vilket betyder huggen av Johannes och helgad åt Olof den Helige. Dopfunten är daterad till mitten av 1100-talet.[2]
- Sankt Olofsbild av sandsten, 60 cm hög och 30 cm bred. Skulpturen har daterats till omkring 1100. Tillsammans med dopfunten ger skulpturen av Olof stöd för teorin om att hela den gamla kyrkan var tillägnad Sankt Olof.[3]
- Två stenmasker som är inmurade härstammar från den gamla kyrkan.
- Predikstolen i nyrokoko är från 1873.
- Altartavlan är utförd 1915 av Bo Lindroth liksom språkbanden på korgaveln.
- Orgeln som är byggd 1894 av Lidköpingsmästaren Carl Axel Härngren har 12 stämmor fördelade på manual och pedal är i det närmaste orörd och av stort värde.[4]
- Två kyrkklockor som båda omgöts 1890.

## Bilder

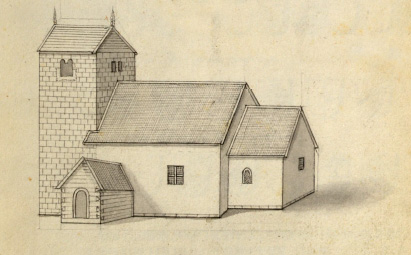
Kyrkan i slutet av 1600-talet.
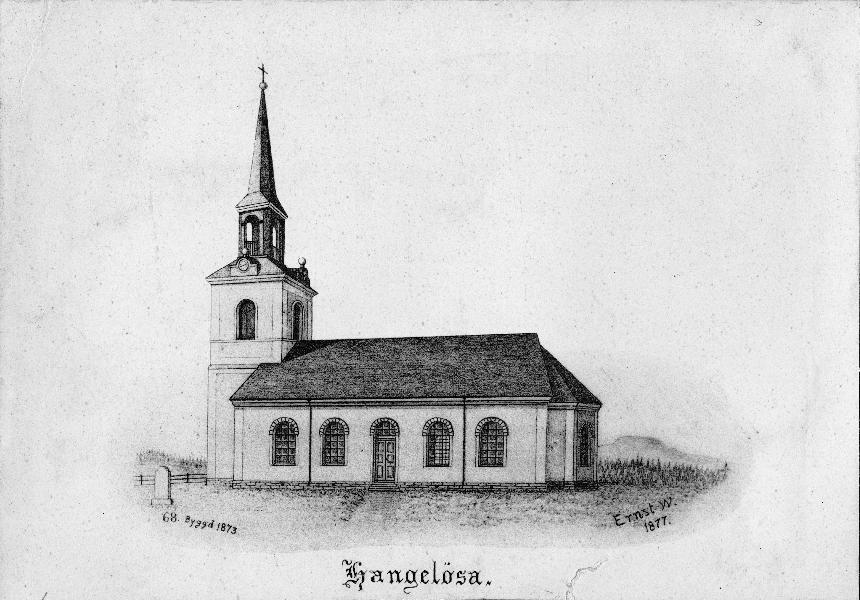
Den nyuppförda kyrkan på teckning 1873.
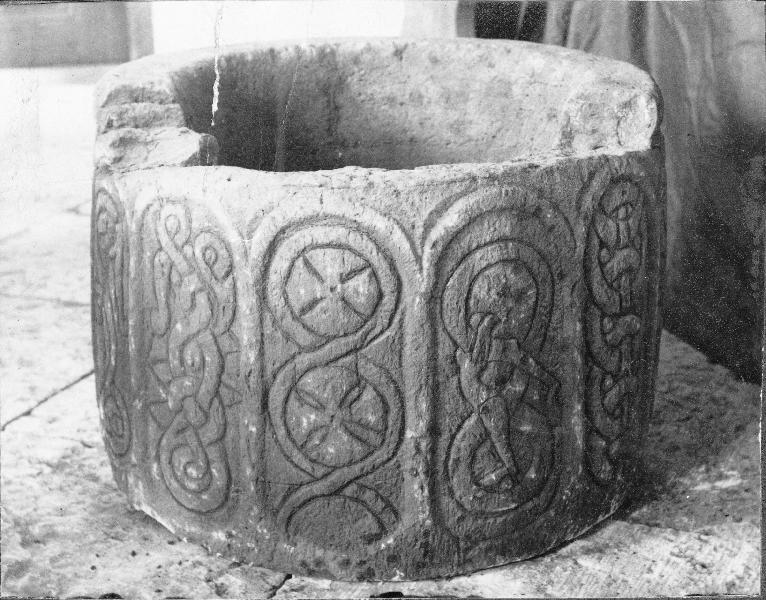
Dopfunten.
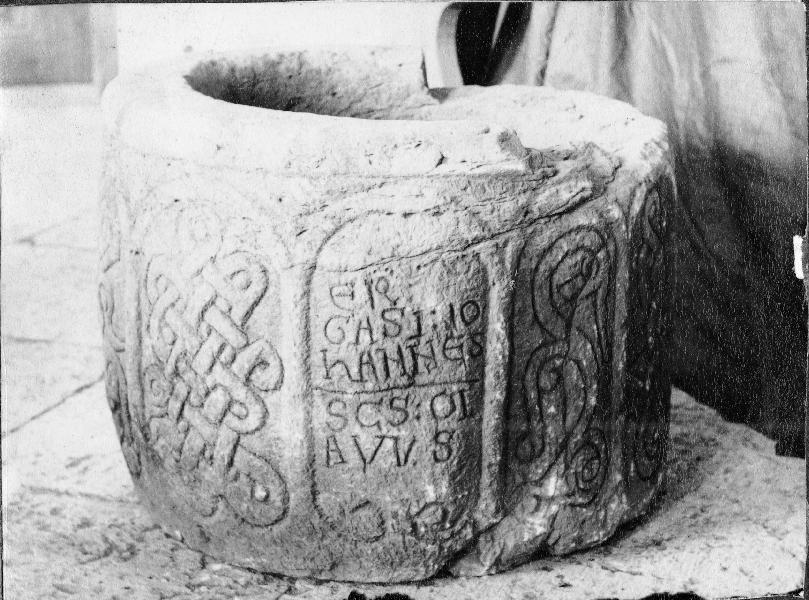
Dopfuntens signerade fält.
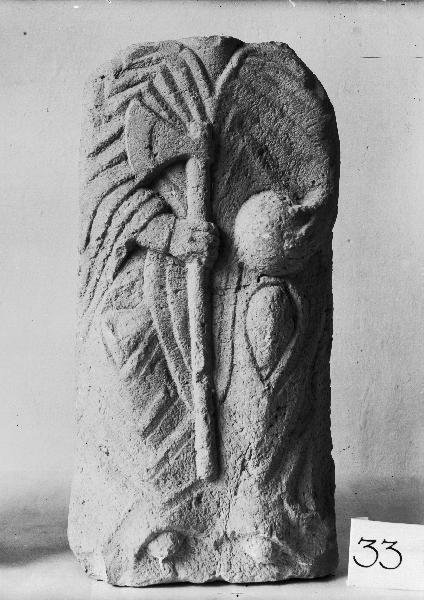
Sankt Olof med riksäpplet och sin typiska stridsyxa..
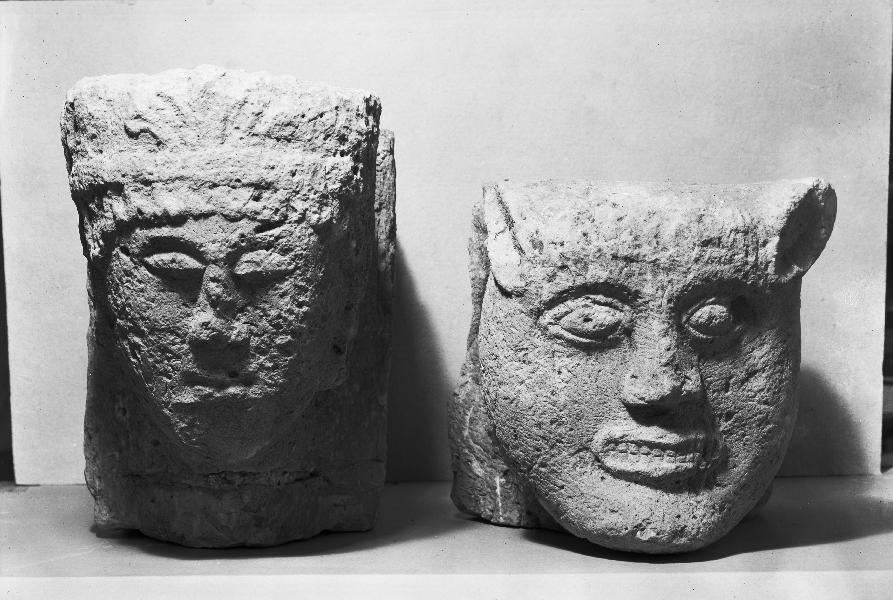
Stenmasker.
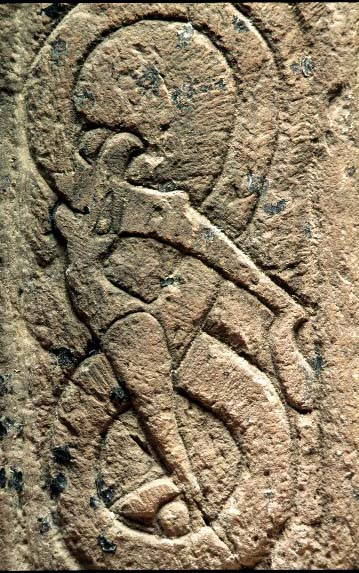
Detalj, dopfunt